# لوري جلاز
لوري جلاز (بالإنجليزية: Lori Glaze)‏ هي عالمة أمريكية ونائبة مدير قسم في مركز غودارد لرحلات الفضاء التابع لوكالة ناسا. كما شغلت أيضا منصب عضوا في فريق لوحة الكواكب الداخلية خلال أحدث مسح عقدي للعلوم الكوكبية، وكان لها أيضا دور في اللجنة التنفيذية لـVEXAG (مجموعة الاستكشاف والتحليل لكوكب الزهرة) التابعة لوكالة ناسا على مدى عدة سنوات، حيث شغلت منصب مدير المجموعة منذ عام 2013.
شاركت لوري بالإضافة إلى ذلك في العديد من الدراسات الهادفة إلى صياغة تصور لمهمة الزهرة التي ترعاها وكالة ناسا.

## الحياة المهنية
عرفت كواحدة من أشد المدافعين عن النساء في مجال العلوم، كما دافعت على فكرة ضرورة دراسة كوكب الزهرة في أفق فهم أفضل لكوكب الأرض. تمتلك كلاز خبرة تزيد عن 15 عاما في مجال الإدارة العلمية، بما في ذلك أكثر من عشر سنوات كنائب رئيس لشركة Proxemy Research. كما شغلت لثلاث سنوات منصب رئيس مساعد في المخبر وثلاث سنوات كمساعد مدير قسم استكشاف النظام الشمسي في مركز غودارد لرحلات الفضاء التابع لناسا.
لوري جلاز هي الباحثة الرئيسية في مهمة ديسكفري إلى الزهرة (DAVINCI). حيث تقرر إرسال مركبة فضائية على متنها مسبار جوي يتم إسقاطه داخل الغلاف الجوي لكوكب الزهرة، بحيث يجمع هذا المسبار أثناء مدة نزوله إلى السطح التي تستمر 63 دقية بيانات عن تكوين الغلاف الجوي للزهرة بعد أن يقوم بالتقاط صور للجبال الصخرية على الكوكب. الشئ الذي سيسمح باستكشاف أفضل لغلاف الكوكب الجوي من الأعلى إلى الأسفل، بما في ذلك طبقات الغلاف الجوي العميقة المخفية بالنسبة للأدوات الأرضية ومركبات الفضاء المدارية.

## الإنجازات المهنية والجوائز
تشغل لوري جلاز حاليا وانطلاقا من سنة 2013 منصب رئيس مجموعة تحليل الاستكشافات على كوكب الزهرة (VEXAG)، وهي أيضا عضو في اللجنة الفرعية للعلوم الكواكبية التابعة لوكالة ناسا. تحصلت لوري نظير عملها في مجال استكشاف كوكب الزهرة (بين سنتي 2009 و2010) على جائزة القانون الخاص للقيادة (بطل العلوم). بالموازاة مع ذلك تحصلت لوري على شرف العضوية في عدد من الفرق واللجان والهيئات البحثية، لعل أبرزها:
- 2009-2010: عضو في الأكاديمية الوطنية للمسح العشري للعلوم، فريق الكواكب الداخلية.
- 2009-2013: عضو في اللجنة التوجيهية لتحليل استكشافات كوكب الزهرة (VEXAG).
- 2008-2009: عضو في فريق تطوير العلوم والتكنولوجيا الرائدة لكوكب الزهرة في وكالة ناسا.
- 2007- 2012: محرر مشارك في مجلة الأرض الصلبة المتخصصة في الأبحاث الجيوفيزيائية.